# Jacinto Eloy Santiago García
Jacinto Eloy Santiago García (Arzádegos, Vilardevós, 11 de junio de 1894 - Vilariño Frío, Montederramo, 1 de noviembre de 1936) fue un maestro, periodista y político republicano español.

## Trayectoria
Fue profesor de la Escuela Normal y de la Escuela de Artes y Oficios de Ourense, donde se incorporó como profesor de Matemáticas en 1925.
En 1919 ya había comenzado a publicar en el semanario La República y La Zarpa, del que llegó a ser director Roberto Blanco Torres. Cuando La República reaparece en 1930, se convierte en su primer director. También colaboró con diferentes medios. Militó en el Partido Republicano Radical Socialista, del que fue elegido presidente del ejecutivo de Orense en enero de 1933.
Tras el golpe de Estado en España de julio de 1936 fue detenido en Orense el 7 de agosto. De allí lo llevaron a Celanova. El 1 de noviembre fue sacado de la cárcel para ser fusilado en Vilariño Frío (Montederramo), donde falleció, no se sabe si a consecuencia de los disparos o de un infarto momentos antes de ser fusilado.

## Vida personal
Se casó en Sanín (Ribadavia) con Amparo García en 1932.